# Dondi (Bélabo)
Pour les articles homonymes, voir Dondi.
Dondi est un village camerounais de la région de l'Est. Il se situe dans le département de Lom-et-Djérem et il dépend de la commune de Bélabo et du canton de Pol.
Il se trouve sur la route de Bertoua à Yoko-Betougou et à Deng-Deng.

## Population
D'après le recensement de 1966, Dondi comptait cette année-là 410 habitants. Il en comptait 613 en 2005.

## Infrastructures
Dondi possède l'un des cinq Collèges d'Enseignement Secondaire de la commune. 
Le plan communal de développement de Bélabo prévoit la construction à Dondi d'un magasin de stockage polyvalent, ainsi que de deux salles de classe au Collège d'Enseignement Secondaire et un forage d'eau.

## Annexe